# عباس قلي خان سبهر
عباس قلي خان بن محمد تقي سپهر الكاشاني (1268 هـ - 1342 هـ). مؤلف وشاعر ومؤرخ فارسي في العهد القاجاري، ويقال له سپهر الثاني تمييزاً له عن والده محمد تقي سبهر [الفارسية]، ويلقب أيضاً مستشار الوزارة، وقام بترجمة بعض الكتب العربيَّة إلى الفارسيَّة ومن أهمها كتاب وفيات الأعيان لابن خلكان.

## مؤلفاته
| - الطراز المذهب في أحوال أم المصائب زينب. كتاب فارسي، في أحوال زينب بنت علي بن أبي طالب، ويقال له كذلك طراز المذهب مظفري، ذكره آغا بزرگ الطهراني في الذريعة ذاكراً أنَّه يعد من ملحقات كتاب ناسخ التواريخ لوالد المؤلِّف حيث كتب هذا الكتاب تكميلاً لمؤلَّف والده، ويعد من أقدم الكتب المخصوصة عن زينب بنت علي بن أبي طالب.(1) - ديوان شعر. ديوان شعر فارسي أورده الطهراني في الذريعة بعنوان ديوان سپهر ثاني. - تحفهء مظفرى. في نقد الشعر. - خلاصة تاج المآثر. أو مختصر مظفرى، مختصر لكتاب تاج المآثر لصدر الدين النظامي. | - سلوك الملوك. - مختصر سلوك الملوك. مختصر لكتابه سلوك الملوك. - شامل التواريخ. ذكره الطهراني قائلاً عنه أنه في تاريخ جنكيز خان. - محمود التواريخ. في أحوال محمود سُبُكْتِكِيْن الغزنوي. - مشكاة أدب ناصري. في مجلَّدين عن سير الأئمة الإثني عشر؛ أحدهما في أحوال علي بن الحسين زين العابدين، والثاني في أحوال الأئمة من محمد الباقر إلى علي الهادي. |

## الهوامش
- 1 - يستظهر ذلك ممَّا كتبه جعفر النقدي في مقدمة كتابه زينب الكبرى إذ قال: «لمَّا لم أجد مؤلفاً خاصاً بالمعصومة الصغرى سيدتنا ومولاتنا زينب الكبرى (صلوات الله عليها وعلى أبيها) يبين تفصيل أحوالها ويشرح فضائلها ومناقبها ومزاياها التي خصَّها بها الباري تعالى سوى الكتاب الفارسي المسمى بالطراز المذهب».[11]